# Lithops amicorum
Lithops amicorum (укр. літопс дружній) — вид суперсукулентних багаторічних рослин, що належить до родини аїзових (Aizoaceae) або мезембріантемових (Mesembryanthemaceae).

## Історія
Видова назва дана на честь групи з чотирьох друзів-учених (лат. amico — друг), яка знайшла колонію літопсів цього виду. Насіння цього літопса зібране Коулом 3 травня 2004 року в Намібії. Вид вперше описаний ним же у 2006 році в першому номері журналу «Cactus & Co».

## Біологічний опис
Нечисленний і порівняно уніфікований за зовнішніми характеристиками вид. Один з найменших видів серед літопсів (конкуренцію йому в цьому може скласти хіба що Lithops dinteri subsp. frederici). Розмір дорослих рослин не перевищує 19 × 13 мм, зазвичай, близько 15 × 10 мм. Кількість головок, зазвичай, 1–2, іноді до 4 або більше. Верхня поверхня листя переважно блакитно-біла до сіруватої з численними дрібними сіро-білими плямами. Листки напівеліптичні, злегка опуклі, непрозорі, трохи зморшкуваті, переважно неоднакового розміру, щілина між листками від 4 до 8 мм завглибки. Віконця, як правило, численні, неправильної форми непрозорі, оточені жолобками, іноді перетинаються червоними лініями або забарвлені червоними крапками. Квіти білі, дуже маленькі до середніх, рідко до 30 мм, переважно 20–25 мм в діаметрі. Насіння світло-жовто-коричневе.

## Поширення
Ендемічна рослина Намібії. Зростає на південний схід від міста Аус в центрі провінції Карас у трьох колоніях, дві з них розташовані на сусідніх кварцитових хребтів в безпосередній близькості одна до однієї, третя — близько за кілометр від них. Цілком можливо, що інші колонії можуть розташовуватись на сусідніх територіях.

## Екологія
Ростуть серед кварцитового гравію, переважно білого, непрозорого, деякі рожевого, жовтого відтінків; також деякі серед чорних або майже чорних долеритів і слюдяного сланцю.

## Різновиди
Визнається дві форми Lithops amicorum — типова форма і сітчаста форма. Перша, безумовно, найпоширеніша в природних популяціях цього виду; другу можна вважати рідкісним фенотипом.

## Споріднені й сусідні види
Визнається тісний зв'язок між Lithops amicorum і Lithops julii. Lithops amicorum зростає поруч з місцевістю, на якій росте Lithops schwantesii var. marthae.